# Sete Cidades

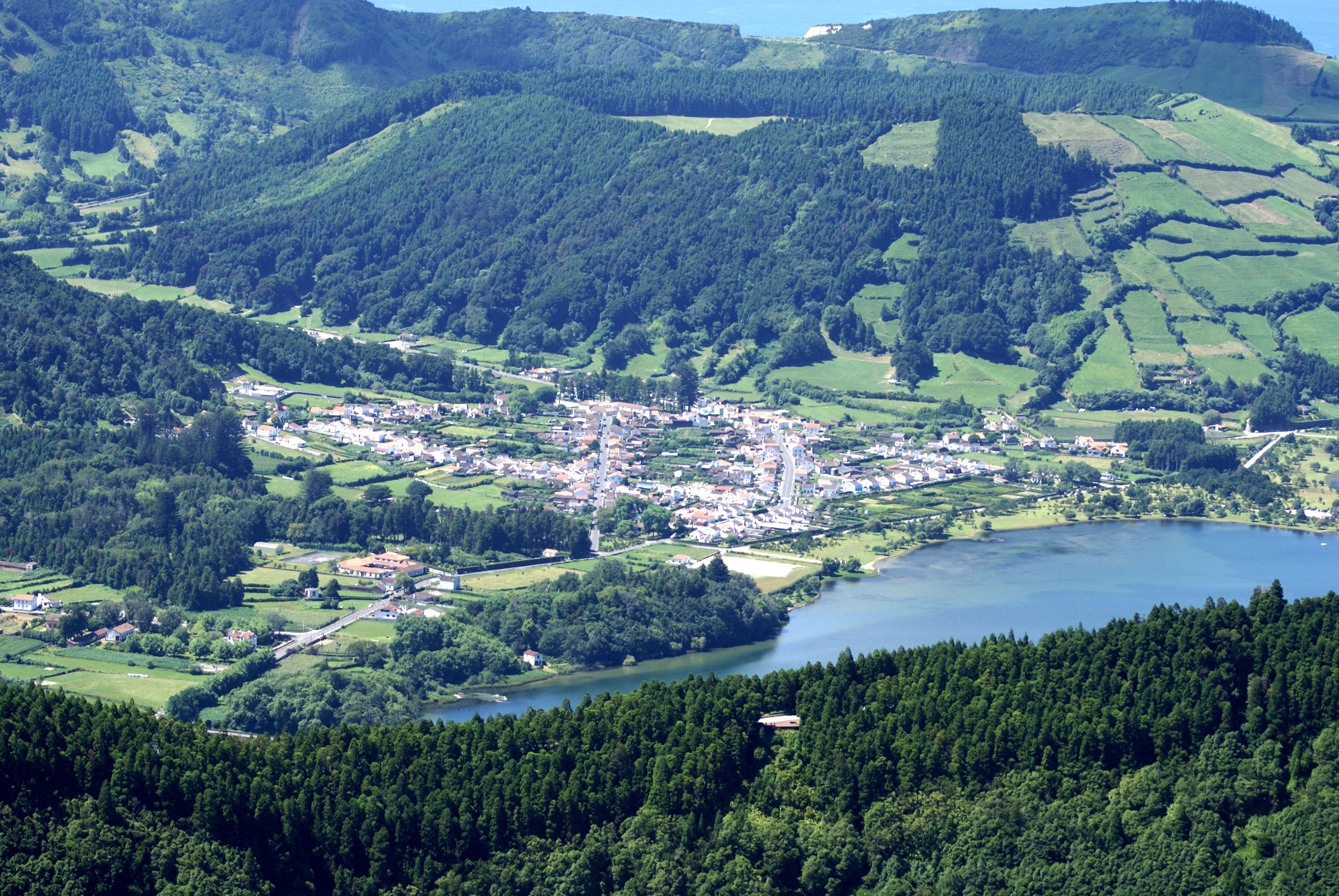
Sete Cidades vid Blå sjöns västra strand.

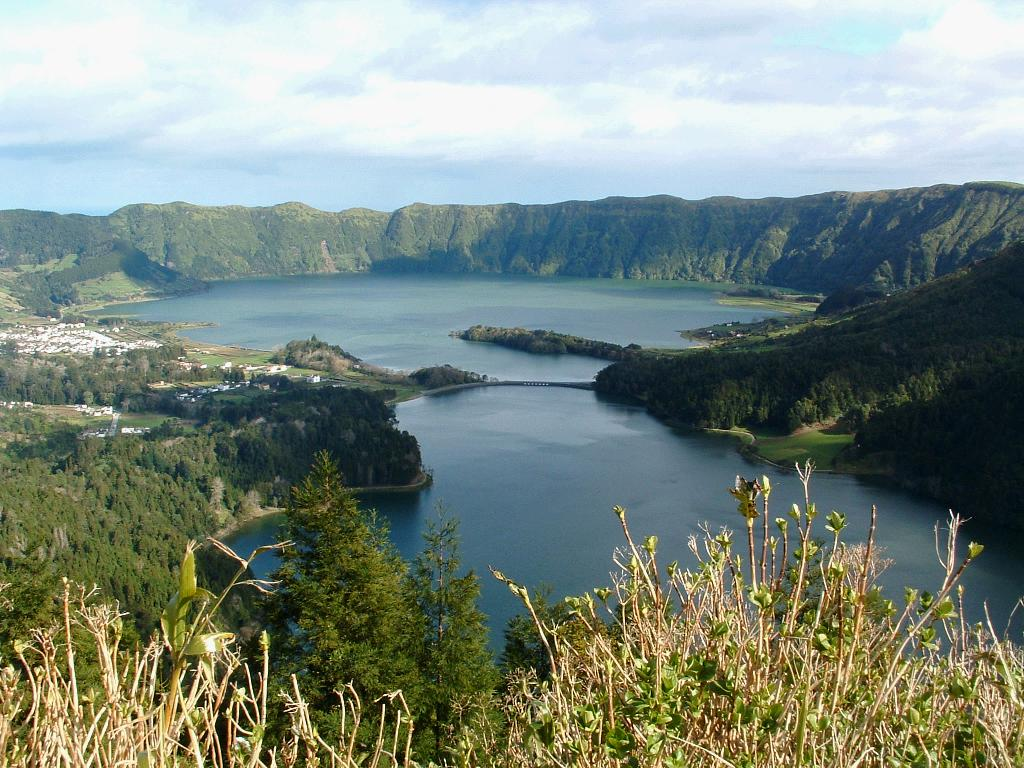
Tvillingsjöarna vid Sete Cidades.

Sete Cidades ("De sju städerna" på portugisiska) är en by belägen inom en stor vulkankrater (som också kallas Sete Cidades) på västra delen av ön São Miguel, Azorerna, i Ponta Delgadas kommun. Sete Cidades hade 793 invånare 2011, spridda på en area av 19,19 km². Det är befolkningsmässigt en av de minsta kommundelarna i Ponta Delgada, men den största till ytan.
Den enorma kratern bildades så sent som 1445 och här ligger de berömda olikfärgade tvillingsjöarna Lagoa Azul ("Blå sjön") och Lagoa Verde ("Gröna sjön"). Den ena skiftar i blått och den andra i grönt. Enligt sägnen fick de sina namn efter en olycklig kärlekshistoria där en blåögd prinsessa och en grönögd fåraherde inte fick leva tillsammans. De fick dock tillåtelse att träffas en sista gång och grät då så mycket att deras tårar bildade dessa sjöar. Utsikten över sjöarna och byn anses vara sagolik. Det finns också fina vandringsleder i området.